# Rhombophryne testudo
Rhombophryne testudo ist eine Amphibienart aus der Familie der Engmaulfrösche (Microhylidae).

## Merkmale
Die Tiere erreichen eine Länge von 32 Millimetern. Die Körper-Oberseite ist rötlich, Warzen und Hautfalten sind heller. Der Vorderkopf ist grau. Die Zügel- und Schläfengegend ist schwärzlich und nach oben hin gesäumt. Die Gliedmaßen sind dunkel quer gebändert. Die Hinterseite der Oberschenkel weist unter einer hellen Zone eine schwärzliche, scharf abgesetzte Zone auf. Die Körperunterseite ist braun mit undeutlicher weißer Marmorierung. Der Körper ist kurz und breit mit hoch gewölbtem Rücken. Die sehr kurzen Gliedmaßen sind an ihrer Basis zum Teil von einer faltigen Körperhaut umschlossen. Der Kopf ist sehr kurz und breit. Der Vorderkopf ist sehr stumpf und etwas abgestutzt. Die Mundspalte ist sehr kurz. Die Nasenlöcher liegen nahe an der Vorderkopfspitze. Der Abstand der Nasenlöcher voneinander ist größer als der Durchmesser der Augen, welche auffällig klein sind. Die Finger sind sehr kurz. Der erste und zweite Finger sind gleich lang. Die Zehen sind mäßig lang. Subarticularhöcker sind nicht vorhanden. An der Basis von erstem Finger und erster Zehe ist je ein großer, stumpfer Carpal- bzw. Tarsalhöcker vorhanden. Auf dem Rücken finden sich in mehreren Längsreihen angeordnete, teilweise in Hautfalten übergehende Drüsenwarzen. Spitze und dornartige Wärzchen sind vor allem an Vorderkopf und Kinn vorhanden, treten aber auch auf den Rumpfseiten, der Bauchmitte und um den After auf. Vom Vorderkopf oberhalb des Auges und Trommelfells zieht sich eine Hautfalte bis zur Schulter.

## Vorkommen
Rhombophryne testudo ist endemisch auf den beiden nordwestlich von Madagaskar liegenden Inseln Nosy Be und Nosy Komba. Sie kommt in Höhenlagen von 0 bis 300 Meter vor. Meldungen aus dem nordöstlichen Madagaskar zwischen Sambava und Andapa gehen auf Verwechslungen mit Rhombophryne coudreaui zurück.
Der Lebensraum besteht aus Tieflandregenwald sowie stark degradierter Sekundärvegetation und Pflanzungen, welche eine ausreichende Beschattung, Baumbestand und Laubstreu aufweisen. Die Art lebt terrestrisch und kann in der Streuschicht oder in Bodenlöchern gefunden werden. Anhand des Körperbaus wird eine vorwiegend grabende Lebensweise vermutet. Die Art kommt, neben Sekundärwäldern, auch in naturnäher bewirtschaftetem Kulturland, wie zum Beispiel Kaffeeplantagen, vor.
Nach Beobachtungen von Jörn Köhler und Kollegen bewachten zwei Adulti (vermutlich die Eltern) die metamorphisierten Jungtiere in einem Erdbau unter einem großen Stein, am Rand eines Gewässereinschnitts. Obwohl direkte Beobachtungen dazu fehlen, vermuten sie, dass auch die Eiablage und Metamorphose hier, und damit abseits eines Gewässers, erfolgen; dies ist von anderen Arten der Unterfamilie bekannt.

## Systematik
Die Art wurde 1880 von Oskar Boettger erstbeschrieben. Sie ist die Typusart der Gattung, die bis 2005 als monotypisch galt.